# Серфінг на літніх Олімпійських іграх 2020 — чоловіки
Заплановане змагання серферів на літніх Олімпійських іграх 2020. Відбудеться на пляжі Сідасіта, префектура Тіба між 25 та 29 липня 2021 року. У змаганнях візьмуть участь 20 спортсменів з 14 країн світу.

## Розклад
| П | Попередній раунд | ¼ | Чвертьфінали | ½ | Півфінали | Ф | Фінал |

| Дата     | 26 липня | 26 липня | 27 липня | 28 липня | 28 липня | 29 липня |
| -------- | -------- | -------- | -------- | -------- | -------- | -------- |
| Чоловіки | П1       | П2       | П3       | ¼        | ½        | Ф        |

Дати орієнтовані. Змагання проходитиме з 25 липня по 1 серпня, залежно від рівня висоти хвиль та кліматичних умов.

## Медалісти
| Золото | Срібло | Бронза |

## Результати

### Раунд 1
Перший раунд без вибування. Учасників розподілили на 5 груп, по 4 серфера в кожному. Перші два відразу потратлять до третього раунду, останні двоє — будуть боротися на вибуття в другому раунді.

#### Група 1
| Місце | Серфінгіст          | Країна          | Сумарна оцінка | Примітки |
| ----- | ------------------- | --------------- | -------------- | -------- |
| 1     | Італо Феррейра      | Бразилія (BRA)  | 13.67          | R3       |
| 2     | Хірото Охара        | Японія (JPN)    | 11.40          | R3       |
| 3     | Леонардо Фіораванті | Італія (ITA)    | 9.43           | R2       |
| 4     | Леандро Усуна       | Аргентина (ARG) | 8.27           | R2       |

#### Група 2
| Місце | Серфінгіст      | Країна              | Сумарна оцінка | Примітки |
| ----- | --------------- | ------------------- | -------------- | -------- |
| 1     | Каноа Іґарасі   | Японія (JPN)        | 12.77          | R3       |
| 2     | Мігель Тудела   | Перу (PER)          | 10.67          | R3       |
| 3     | Біллі Стейрманд | Нова Зеландія (NZL) | 9.97           | R2       |
| 4     | Жеремі Флорес   | Франція (FRA)       | 7.63           | R2       |

#### Група 3
| Місце | Серфінгіст     | Країна          | Сумарна оцінка | Примітки |
| ----- | -------------- | --------------- | -------------- | -------- |
| 1     | Лукка Месінас  | Перу (PER)      | 11.40          | R3       |
| 2     | Кологе Андіно  | США (USA)       | 10.27          | R3       |
| 3     | Ріо Вайда      | Індонезія (INA) | 9.96           | R2       |
| 4     | Джуліан Вілсон | Австралія (AUS) | 8.77           | R2       |

#### Група 4
| Місце | Серфінгіст        | Країна          | Сумарна оцінка | Примітки |
| ----- | ----------------- | --------------- | -------------- | -------- |
| 1     | Овен Райт         | Австралія (AUS) | 10.40          | R3       |
| 2     | Рамзі Бухіам      | Марокко (MAR)   | 10.23          | R3       |
| 3     | Джон Джон Флоренс | США (USA)       | 8.37           | R2       |
| 4     | Мануель Сельман   | Чилі (CHI)      | 6.20           | R2       |

#### Група 5
Фредеріко Морайш кваліфікувався на змагання, але незадовго до початку його тест на Ковід-19 виявився позитивним. Замість нього мав виступати Карлос Муньйос, але він не вийшов на старт змагань.
| Місце | Серфінгіст     | Країна           | Сумарна оцінка | Примітки |
| ----- | -------------- | ---------------- | -------------- | -------- |
| 1     | Габріел Медіна | Бразилія (BRA)   | 12.23          | R3       |
| 2     | Мішель Буре    | Франція (FRA)    | 10.10          | R3       |
| 3     | Леон Ґлацер    | Німеччина (GER)  | 10.00          | R2       |
| 4     | Карлос Муньйос | Коста-Рика (CRC) | DNS            | R2       |

### Раунд 2
Перші три серфінгісти з кожної групи виходять до 3-го раунду, решта - вибувають.

#### Група 1
| Місце | Серфінгіст        | Країна              | Сумарна оцінка | Примітки |
| ----- | ----------------- | ------------------- | -------------- | -------- |
| 1     | Джон Джон Флоренс | США (USA)           | 12.77          | R3       |
| 2     | Ріо Вайда         | Індонезія (INA)     | 11.53          | R3       |
| 3     | Біллі Стейрманд   | Нова Зеландія (NZL) | 11.34          | R3       |
| 4     | Мануель Сельман   | Чилі (CHI)          | 9.74           | E        |
| 5     | Карлос Муньйос    | Коста-Рика (CRC)    | DNS            | E        |

#### Група 2
| Місце | Серфінгіст          | Країна          | Сумарна оцінка | Примітки |
| ----- | ------------------- | --------------- | -------------- | -------- |
| 1     | Леонардо Фіораванті | Італія (ITA)    | 12.53          | R3       |
| 2     | Жеремі Флорес       | Франція (FRA)   | 11.37          | R3       |
| 3     | Джуліан Вілсон      | Австралія (AUS) | 11.27          | R3       |
| 4     | Леон Ґлацер         | Німеччина (GER) | 10.43          | E        |
| 5     | Леандро Усуна       | Аргентина (ARG) | 9.67           | E        |

### Раунд 3
Переможець кожного поєдинку виходить до чвертьфіналу.
| Місце | Серфінгіст          | Країна              | Сумарна оцінка | Примітки |
| ----- | ------------------- | ------------------- | -------------- | -------- |
| 1     | Каноа Іґарасі       | Японія (JPN)        | 14.00          | QF       |
| 2     | Ріо Вайда           | Індонезія (INA)     | 12.00          | E        |
|       |                     |                     |                |          |
| 1     | Кологе Андіно       | США (USA)           | 14.83          | QF       |
| 2     | Джон Джон Флоренс   | США (USA)           | 11.60          | E        |
|       |                     |                     |                |          |
| 1     | Мішель Буре         | Франція (FRA)       | 12.43          | QF       |
| 2     | Рамзі Бухіам        | Марокко (MAR)       | 9.40           | E        |
|       |                     |                     |                |          |
| 1     | Габріел Медіна      | Бразилія (BRA)      | 14.33          | QF       |
| 2     | Джуліан Вілсон      | Австралія (AUS)     | 13.00          | E        |
|       |                     |                     |                |          |
| 1     | Італо Феррейра      | Бразилія (BRA)      | 14.54          | QF       |
| 2     | Біллі Стейрманд     | Нова Зеландія (NZL) | 9.67           | E        |
|       |                     |                     |                |          |
| 1     | Хірото Охара        | Японія (JPN)        | 10.00          | QF       |
| 2     | Мігель Тудела       | Перу (PER)          | 9.63           | E        |
|       |                     |                     |                |          |
| 1     | Лукка Месінас       | Перу (PER)          | 10.77          | QF       |
| 2     | Леонардо Фіораванті | Італія (ITA)        | 8.86           | E        |
|       |                     |                     |                |          |
| 1     | Овен Райт           | Австралія (AUS)     | 15.00          | QF       |
| 2     | Жеремі Флорес       | Франція (FRA)       | 12.90          | E        |

### Чвертьфінали
Переможець кожного поєдинку виходить до півфіналу.
| Місце | Серфінгіст     | Країна          | Сумарна оцінка | Примітки |
| ----- | -------------- | --------------- | -------------- | -------- |
| 1     | Каноа Іґарасі  | Японія (JPN)    | 12.60          | SF       |
| 2     | Кологе Андіно  | США (USA)       | 11.00          | E        |
|       |                |                 |                |          |
| 2     | Мішель Буре    | Франція (FRA)   | 13.66          | E        |
| 1     | Габріел Медіна | Бразилія (BRA)  | 15.33          | SF       |
|       |                |                 |                |          |
| 1     | Італо Феррейра | Бразилія (BRA)  | 16.30          | SF       |
| 2     | Хірото Охара   | Японія (JPN)    | 11.90          | E        |
|       |                |                 |                |          |
| 2     | Лукка Месінас  | Перу (PER)      | 7.83           | E        |
| 1     | Овен Райт      | Австралія (AUS) | 12.74          | SF       |

### Півфінали
Переможець кожного поєдинку виходить до матчу за золоту медаль, а той, що програв, - за бронзову.
| Місце | Серфінгіст     | Країна          | Сумарна оцінка | Примітки |
| ----- | -------------- | --------------- | -------------- | -------- |
| 1     | Каноа Іґарасі  | Японія (JPN)    | 17.00          | F        |
| 2     | Габріел Медіна | Бразилія (BRA)  | 16.76          | BMM      |
|       |                |                 |                |          |
| 1     | Італо Феррейра | Бразилія (BRA)  | 13.17          | F        |
| 2     | Овен Райт      | Австралія (AUS) | 12.47          | BMM      |

### Матч за бронзову медаль
| Місце | Серфінгіст     | Країна          | Сумарна оцінка | Примітки |
| ----- | -------------- | --------------- | -------------- | -------- |
| 2     | Габріел Медіна | Бразилія (BRA)  | 11.77          | 4        |
| 1     | Овен Райт      | Австралія (AUS) | 11.97          | 3        |

### Матч за золоту медаль
| Місце | Серфінгіст     | Країна         | Сумарна оцінка | Примітки |
| ----- | -------------- | -------------- | -------------- | -------- |
| 2     | Каноа Іґарасі  | Японія (JPN)   | 6.60           | 2        |
| 1     | Італо Феррейра | Бразилія (BRA) | 15.14          | 1        |